# جو تيت
جو تيت (بالإنجليزية: Joe Tate)‏ (4 أغسطس 1904 في المملكة المتحدة - 18 مايو 1973 في المملكة المتحدة) هو لاعب كرة قدم بريطاني (وحمل سابقاً جنسية المملكة المتحدة لبريطانيا العظمى وأيرلندا) في مركز نصف الجناح. شارك مع منتخب إنجلترا لكرة القدم. أما مع النوادي، فقد لعب مع أستون فيلا.

## وصلات خارجية
- جو تيت على موقع قاعدة بيانات كرة القدم.إي يو (الإنجليزية)
- جو تيت على موقع ناشيونال فوتبول تيمز (الإنجليزية)